# Новоросијски градски округ
Новоросијски градски округ (рус. Муниципальное образование город Новороссийск) административно-територијална је јединица другог нивоа и општинска целина са статусом градског округа смештена у западном делу Краснодарске покрајине, односно на југозападу европског дела Руске Федерације. Једна је од седам општина са статусом градског округа у Покрајини.
Административни центар округа и његово највеће и најважније насеље је град Новоросијск. 
Према подацима националне статистичке службе Русије за 2018. на територији округа живело је 334.506 становника или у просеку 400,63 ст/км². Површина округа је 834,94 км².

## Географија
Новоросијски градски округ се налази у западном делу Краснодарске покрајине и једна је од шест општинских јединица у покрајини са излазом на црноморску обалу. Са површином територије од 834,94 км² једна је од најмањих административних јединица у покрајини. Граничи се са територијама Анапског и Геленџичког градског округа на западу и југоистоку, те са Кримским рејоном на североистоку. На југу излази на обале Црног мора. 
У рељефу Новоросијског округа се издвајају две географске целине — за јужне и приморске делове карактеристичан је брдско-планински рељеф и то су најзападнији делови Великог Кавказа (Маркотске планине), док је низијски терен на северу (делови Закубањске равнице) и у долини реке Цемес у којој се сместио град Новоросијск. Реке су углавном кратких токова и доста су богате водом. Ка Кубању преко Адагума отичу реке Адегој, Псебепс и Баканка, док према Црном мору директно теку Цемес, Дјурсо и бројни мањи потоци. На реци Неберџај, десетак километара северније од Новоросијска налази се вештачко Неберџајевско језеро, док је на југу округа, на подручју Абрауског полуострва језеро Абрау, једна од најважнијих слатководних акумулација на подручју целе покрајине. Црноморска обала је доста висока и стрма, а једини изузетак је Цемески залив који представља природну црноморску луку и чије обале су доста ниске и приступачне. 
У Новоросијску се завршава траса аутопута „М4 Дон”, једне од најважнијих националних саобраћајница која повезује југ земље са Москвом. Град Новоросијск је уједно и најважнија руска лука на Црном мору.

## Историја
Новоросијски градски округ је формиран током 2005. као резултат реформе локалне самоуправе на подручју Краснодарске покрајине, када је подручје града Новоросијска обједињено са неколико сеоских општина у јединствену административну целину. 

## Демографија и административна подела
Према подацима са пописа становништва из 2010. на територији округа живело је укупно 298.253 становника, док је према процени из 2018. ту живело 334.506 становника, или у просеку нешто преко 400 ст/км². По броју становника Новоросијски градски округ заузима треће место у Покрајини, са уделом у укупној покрајинској популацији од 5,97%. 
| 1959.   | 1970.   | 1979.   | 1989.   | 2002.   | 2010.   | 2018.   |
| ------- | ------- | ------- | ------- | ------- | ------- | ------- |
| 112.147 | 157.065 | 188.240 | 229.708 | 281.036 | 298.253 | 334.506 |

Напомена:* Подаци се односе искључиво на тадашњи Анапски рејон и не укључују град Анапу. 
На територији округа се налазе укупно 25 насељених места административно подељена на 7 другостепених општина (6 руралних и једну градску). Административни центар округа и његово највеће насеље је град Новоросијск у ком живи нешто мање од 280.000 становника. Већа насеља су још и станице Рајевскаја (10.200) и Натухајевскаја (око 7.000), села Мисхако (8.000), Гајдук (7.500) и Верхњебакански (око 6.800 становника).